# Felix
Felix ist ein männlicher Vorname.

## Herkunft und Bedeutung
Der Name Felix geht auf die lateinische Vokabel felix „glücklich“, „erfolgreich“, „fruchtbar“, „glücksbringend“ zurück.

## Verbreitung
Im Alten Rom war der Name vor allem unter Sklaven verbreitet, schon früh wurde er im Urchristentum übernommen.
Heute ist Felix ein international verbreiteter Vorname.
In Belgien gehört er seit 2013 zu den 100 beliebtesten Jungennamen. Zuletzt belegte er Rang 34 der Hitliste. Der Name taucht in Frankreich seit 1900 jedes Jahr in den Vornamenscharts auf. Bis zum Jahr 1945 gehörte er zu den 100 beliebtesten Jungennamen. Danach ließ seine Beliebtheit stark nach. Seit den 1980er Jahren wird der Name wieder populärer, jedoch lag er im Jahr 2023 nur auf Rang 143. Von 1930 bis 2023 wurde er etwa 28.200 Mal vergeben. In den Niederlanden kommt der Name seit 1930 jedes Jahr in den Hitlisten vor. Die meiste Zeit war er mäßig beliebt, seit 2009 befindet er sich in den Top-200.
In Dänemark stieg der Name bereits im Jahr 2010 in die Top-50 der Vornamenscharts auf. Als höchste Platzierung erreichte er im Jahr 2017 Rang 16 der Hitliste. Zuletzt platzierte er sich auf Rang 20. Auch in Norwegen nahm die Beliebtheit des Namens in den vergangenen Jahren zu. Im Jahr 2021 belegte er Rang 38 der Vornamenscharts. Der Name ist in Schweden ein beliebter Vorname, der sich seit Anfang der 1990er Jahre in den Top-100 befindet. Um die Jahrtausendwende lag er sogar in den Top-30.
In Ungarn ist die Schreibweise Félix seit 2016 fast jährlich in den Top-100 anzutreffen. Der Name kommt in Tschechien seit 1935 immer wieder in den Hitlisten der Top-200 vor. In Polen wird der Name seit dem Jahr 2000 regelmäßig vergeben, und zwar bis 2023 rund 500 Mal.
Der Name wird in der Schweiz seit 1930 alljährlich bei der Namenswahl berücksichtigt. Von 1930 bis Ende der 1960er Jahre lag er stets in den Top-100, danach ließ seine Popularität leicht nach. Seit 2009 wird der Name wieder beliebter und wurde in den letzten 10 Jahren rund 1.300 Mal vergeben. Die Vergabe ist auch in Liechtenstein nachgewiesen.
In Österreich befindet sich der Name ebenfalls im Aufwärtstrend. Seit 1992 zählt er zu den 50 meistgewählten Jungennamen des Landes. Im Jahr 2007 trat er zum ersten Mal in die Top-10 der Vornamenscharts ein. Seitdem verließ er lediglich in den Jahren 2010, 2011 und 2015 diese Hitliste. Im Jahr 2021 belegte er Rang 6 in den Vornamenscharts.
Zu Beginn des 20. Jahrhunderts war Felix ein beliebter Vorname in Deutschland. Seine Popularität sank zur Mitte des Jahrhunderts hin immer mehr ab. Ab Anfang der 1970er Jahre stieg seine Beliebtheit jedoch wieder stark an. In den 1990er Jahren etablierte er sich unter den beliebtesten Jungennamen des Landes und erreichte seitdem mehrere Top-10-Platzierungen. Seit 2017 verließ er diese Hitliste nicht mehr. Im Jahr 2021 belegte er Rang 9 in den Vornamenscharts und wurde an 1,09 % der neugeborenen Jungen vergeben. Besonders in Süddeutschland ist der Name beliebt.
Der Name ist in England und Wales seit 1996 dauerhaft in den Hitlisten, seit 2013 befindet er sich in den Top-100. In Schottland wird der Name seit 1974 fast jährlich bei der Namenswahl berücksichtigt. Von 1974 bis 2023 wurde er circa 570 Mal gewählt. In Irland befindet sich der Name seit 1964 jedes Jahr in den Hitlisten. In den letzten 10 Jahren wurden etwa 240 Jungen so genannt. Der Name kommt in Nordirland seit der Jahrtausendwende jährlich in den Vornamenscharts vor, er gilt als mäßig beliebt.
In den USA kommt der Name seit 1880 jährlich in den Vornamenscharts vor. Von 1880 bis zum Jahr 1920 lag er in den Top-200, danach ließ seine Popularität nach. Seit 2007 steigt seine Beliebtheit wieder. Im Jahr 2023 belegte er Rang 192. In Kanada ist der Name seit 1980 jedes Jahr in der Namensgebung anzutreffen. Seit Anfang der 1990er Jahre befindet er sich in den Top-100 und seit 2011 in den Top-30. In den letzten 10 Jahren wurde er etwa 8.100 Mal vergeben. Der Name befindet sich in Australien seit 2013 in den Top-100 der Hitlisten. In Neuseeland ist Felix seit 2008 regelmäßig in den Top-100 anzutreffen. Im Jahr 2024 belegte er Rang 34.

## Varianten
- Französisch: Félix
- Griechisch: Φῆλιξ Phēlix
- Italienisch: Felice
- Katalanisch: Feliu
- Polnisch: Feliks
- Portugiesisch: Félix
- Russisch: Феликс Feliks
- Slowenisch: Feliks
- Spanisch: Félix

## Namenstage
Der Namenstag von Felix wird an folgenden Tagen gefeiert:
- 14. Januar: nach Felix von Nola
- 18. Mai: nach Felix von Cantalice
- 12. Juli: nach Felix von Afrika
- 30. August: nach Felix von Rom
- 11. September: nach Felix und Regula
- 24. September: nach den Heiligengefährten Andochius, Thyrsus und Felix
- 20. November: nach Felix von Valois
- 30. Dezember: nach Felix I.

## Namensträger

### Römische Namensträger
- Fulvius Felix, römischer Offizier (Kaiserzeit)
- Faustus Cornelius Sulla Felix († 62), römischer Konsul 52
- Gaius Rusticelius Felix Afer, römischer Koroplast
- Gaius Paconius Felix, römischer Offizier (Kaiserzeit)
- Lucius Antonius Felix, römischer Centurio (Kaiserzeit)
- Lucius Cornelius Sulla Felix († 78 v. Chr.), römischer Politiker und Feldherr
- Lucius Cornelius Sulla Felix (Konsul 33), römischer Konsul 33
- Lucius Faenius Felix, römischer Offizier (Kaiserzeit)
- Lucius Mummius Felix Cornelianus, römischer Konsul 237
- Lucius Numerius Felix, römischer Centurio
- Marcus Antonius Felix, 11. Prokurator der Provinz Judäa, wird in der Apostelgeschichte erwähnt
- Marcus Naevius Felix, antiker römischer Toreut
- Marcus Staberius Felix Primillanus, römischer Jurist
- Publius Cassius Felix, römischer Offizier (Kaiserzeit)
- Publius Cosinius Felix, römischer Suffektkonsul (Kaiserzeit)
- Publius Sextilius Felix, römischer Statthalter
- Quintus Plotius Felix, antiker römischer Steinschneider
- Titus Flavius Felix, römischer Offizier (Kaiserzeit)
- Flavius Felix, römischer Heermeister im 5. Jahrhundert
- Felix (Jurist), spätantiker römischer Jurist im 6. Jahrhundert
- Felix Asinianus, römischer Staatssklave im 1. Jahrhundert
- Felix, Titel römischer Kaiser seit der erstmaligen Annahme durch Commodus 185, wurde später in der Regel mit der Inthronisation angenommen

### Weitere Namensträger

#### Felix

##### Reale Personen
- Felix von Urgell († 818), Theologe und Bischof
- Heinrich Felix von Harburg (≈1080–1153), Erzbischof und zeitweise Reichsverweser
- Felix V. (1383–1451), Gegenpapst
- Felix Baumgartner (1969–2025), österreichischer Fallschirmspringer und Extremsportler, der 2012 als erster einen Sprung aus der Stratosphäre machte
- Felix Bickel (* 1996), deutscher Fußballschiedsrichter
- Felix Blume (* 1984), bürgerlicher Name des deutschen Rappers Kollegah
- Felix Brych (* 1975), deutscher Fußballschiedsrichter
- Felix Burestedt (* 1995), schwedischer Badmintonspieler
- Félix Cárdenas (* 1972), kolumbianischer Radrennfahrer
- Felix Czeike (1926–2006), österreichischer Historiker und Volksbildner
- Felix Dahn (1834–1912), deutscher Professor für Rechtswissenschaften, Schriftsteller und Historiker
- Felix Dvorak (* 1936), österreichischer Schauspieler, Kabarettist, Intendant und Schriftsteller
- Felix von Eckardt (1903–1979), deutscher Journalist, Drehbuchautor und Politiker
- Félix Faure (1841–1899), gemäßigter republikanischer französischer Politiker
- Felix Genn (* 1950), Bischof von Münster; 2003 bis 2009 Bischof von Essen
- Félix Granet (1849–1936), französischer Politiker
- Felix Grundy (1777–1840), US-amerikanischer Jurist und Politiker
- Félix Guattari (1930–1992), französischer Psychiater und Psychoanalytiker
- Felix Hacker (* 1999), österreichischer Skirennläufer
- Felix Hausdorff (1868–1942), deutscher Mathematiker
- Felix da Housecat (* 1971), US-amerikanischer DJ und Produzent
- Felix Stephan Huber (* 1957), Schweizer Multimedia-Künstler
- Felix Huby (1938–2022), deutscher Journalist, Drehbuchautor und Schriftsteller
- Felix Jaehn (* 1994), deutscher DJ
- Felix Jaeger (* 1997), deutscher Handballspieler
- Félix Kir (1876–1968), französischer Geistlicher und Politiker, Namensgeber für ein Getränk
- Felix Kjellberg (* 1989), schwedischer YouTuber
- Felix Klein (1849–1925), deutscher Mathematiker
- Felix Klingemann (1863–1944), deutscher Chemiker
- Felix Körner (* 1963), deutscher jesuitischer Theologe, Islamwissenschaftler und Hochschullehrer
- Felix Kulow, kirgisischer Politiker und ehemaliger Premierminister seines Landes
- Felix Latzke (* 1942), österreichischer Fußballspieler und Trainer
- Félix Lambrecht (1819–1871), französischer Politiker
- Felix Langer (General) (1859–1940), deutscher General
- Felix Langer (Schriftsteller) (1889–1979), österreichischer Schriftsteller
- Félix Lebrun (* 2006), französischer Tischtennisspieler
- Felix Yongbok Lee (* 2000), australisch-koreanisches Mitglied der K-Pop-Boygroup Stray Kids
- Felix Leitner (* 1996), österreichischer Biathlet
- Felix von Leitner (* 1973), deutscher Blogger
- Felix Lobrecht (* 1988), deutscher Stand-Up-Comedian, Podcast-Moderator und Autor
- Felix Loch (* 1989), deutscher Rennrodler
- Felix Locher (1882–1969), Schweizer Erfinder und Schauspieler
- Felix Löwenstein (1884–1945), deutscher Unternehmer und Sportfunktionär
- Felix zu Löwenstein-Wertheim-Rosenberg (1907–1986), deutscher Jesuitenpater, theologischer Autor und Publizist
- Felix zu Löwenstein (* 1954), deutscher Landwirt und Agrarwissenschaftler
- Felix Magath (* 1953), deutscher Fußballtrainer
- Felix Mallard (* 1998), australischer Schauspieler
- Félix Mantilla (* 1974), spanischer Tennisspieler
- Felix Mendelssohn Bartholdy (1809–1847), deutscher Komponist
- Felix Monheim (1916–1983), deutscher Geograph und Hochschullehrer
- Felix Monsén (* 1994), schwedischer Skirennläufer
- Felix Moor (1903–1955), estnischer Rundfunkpionier
- Felix Neureuther (* 1984), deutscher Skirennläufer
- Felix Oppenheimer (1874–1938), österreichischer Schriftsteller
- Felix Passlack (* 1998), deutscher Fußballspieler
- Felix Pistor (1888–1937), österreichischer Politiker des Landbundes (LBd)
- Felix Platte (* 1996), deutscher Fußballspieler
- Felix Prigan (* 1999), deutscher Fußballschiedsrichter
- Felix Remuta (* 1998), deutscher Turner
- Felix Rosenfeld (1872–1917), deutscher Archivar und Historiker
- Félix Sánchez (* 1977), dominikanischer Hürdenläufer
- Félix Savón (* 1967), kubanischer Amateurboxer im Schwergewicht
- Felix Schmidl (* 1989), deutscher Handballtorwart
- Felix Schröter (* 1996), deutscher Fußballspieler
- Felix Schwenke (* 1979), deutscher Kommunalpolitiker (SPD)
- Félix Sellier (1893–1965), belgischer Radrennfahrer
- Felix Steiner (1896–1966), deutscher General der Waffen-SS
- Felix Stephensen (* 1990), norwegischer Pokerspieler
- Felix Strasser (1976–2017), deutscher Regisseur und Theaterpädagoge
- Felix Trunz (* 2006), Schweizer Skispringer
- Felix Uduokhai (* 1997), deutscher Fußballspieler
- Félix Vallotton (1865–1925), Schweizer, später französischer Maler, Grafiker, Holzstecher und Schriftsteller
- Félix Miéli Venerando (1937–2012), Torhüter der brasilianischen Weltmeistermannschaft 1970
- Felix Wagner (* 2000), deutscher Fußballschiedsrichter
- Felix Wankel (1902–1988), deutscher Kaufmann, Maschinenbauingenieur und Erfinder des Wankelmotors
- Felix Zwayer, deutscher Fußballschiedsrichter

Künstlername
- Felix (Musiker), britischer DJ und Produzent

##### Fiktive Personen
- Felix Krull aus dem Roman Bekenntnisse des Hochstaplers Felix Krull von Thomas Mann
- Felix (Kinderbuch-Serie) aus der Kinderbuchreihe von Annette Langen und Constanza Droop
- Felix the Cat, Comic- und Filmfigur
- Felix (Sohn der Entoria), Sohn des Saturn und der Entoria und Bruder des Janus in der römischen Mythologie
- Felix der Begehrte, des gleichnamigen Romans von Peter Rosegger

#### Feliks
- Feliks Büttner (* 1940), deutscher Maler und Grafiker
- Feliks Dzierżyński (1877–1926), polnisch-russischer Berufsrevolutionär und Leiter der Geheimpolizei
- Feliks Falk (* 1941), polnischer Filmregisseur, Theater- und Drehbuchautor
- Feliks Janiewicz (1762–1848), polnisch-britischer Komponist und Violinist
- Feliks Jasieński (1861–1929), polnischer Kunstsammler und Kunstkritiker
- Feliks Jasiński (1856–1899), polnischer Bauingenieur
- Feliks Kon (auch Felix Kohn, 1864–1941), polnischer Ethnograph und Kommunist
- Feliks Kull (1903–1942), estnischer Fußball-, Bandy- und Eishockeyspieler
- Feliks Łubieński (1758–1848), polnischer Politiker, Rechtsanwalt, preußischer Graf und Rittmeister
- Feliks Nowowiejski (1877–1946), polnischer Komponist, Dirigent, Organist, Musiklehrer und Päpstlicher Kammerherr
- Feliks Parnell (* 1953), polnischer Kameramann
- Feliks Przytycki (* 1951), polnischer Mathematiker
- Feliks Rączkowski (1906–1989), polnischer Organist, Komponist und Musikpädagoge
- Feliks Rogoziński (1879–1940), polnischer Physiologe und Experte für Haustier-Ernährungskunde
- Feliks Rybicki (1899–1978), polnischer Komponist, Pianist und Dirigent
- Feliks Tych (1929–2015), polnischer Historiker
- Feliks Władysław Starczewski (1868–1945), polnischer Komponist
- Feliks Wrobel (1894–1954), polnischer Komponist
- Feliks Zemdegs (* 1995), australischer Speedcuber und Weltrekordhalter im Lösen des Zauberwürfels